# Anna Maria Jopek
Anna Maria Jopek (født 14. december 1970 i Warszawa) er en polsk sangerinde, pianist og komponist, der repræsenterede Polen i Eurovision Song Contest 1997 med sangen "Ale jestem" ("Men jeg er til"). Hun har optrådt med kendte jazzmusikere og fusionmusikere som Branford Marsalis, Chris Botti, Richard Bona, Pat Metheny, Tomasz Stańko, Mino Cinelu og Tord Gustavsen.

## Diskografi

### Album
- Ale jestem (1997)
- Szeptem (1998)
- Jasnosłyszenie (1999)
- Dzisiaj z Betleyem (1999)
- Bosa (2000)
- Barefoot (2002)
- Nienasycenie (2002)
- Upojenie (+ Pat Metheny) (2002)
- Farat (live) (2003)
- Secret (2005)
- Niebo (2005)
- ID (2007)
- BMW Jazz Club Volume 1: Jo & Co (live) (2008)
- Haiku (2011)
- Sobremesa (2011)
- Polanna (2011)
- Minione (2017)
- Czas kobiety (2017)
- Ulotne (2018)

### Singler
- "Chwilozofia 32-bitowa" (1996)
- "Ale jestem" (1997)
- "Joszko Broda" (1997)
- "Nie przychodzisz mi do głowy" (1997)
- "Cud niepamięci" (1998)
- "Przed rozstaniem" (1998)
- "Ja wysiadam" (1999)
- "Księżyc jest niemym posłańcem" (1999)
- "Na całej połaci śnieg" (+ Jeremi Przybora, 1999)
- "Nadzieja nam się stanie" (1999)
- "Smutny bóg" (2000)
- "Ślady po Tobie" (2000)
- "Szepty i łzy" (2000)
- "Jeżeli chcesz" (2000)
- "Henry Lee / Tam, gdzie rosną dzikie róże" (+ Maciej Maleńczuk, 2001)
- "Upojenie" (2001)
- "Na dłoni" (2002)
- "O co tyle milczenia" (2002)
- "I pozostanie tajemnicą" (2002)
- "Małe dzieci po to są" (2003)
- "Tam, gdzie nie sięga wzrok" (2003)
- "Mania Mienia" (2003)
- "Możliwe" (2004)
- "Gdy mówią mi" (2005)
- "Niebo" (2006)
- "A gdybyśmy nigdy się nie spotkali" (2006)
- "Teraz i tu" (2007)
- "Zrób, co możesz" (2007)
- "Skłamałabym" (2007)
- "Cisza na skronie, na powieki słońce" (2008)
- "Możliwe" (2009)
- "Sypka Warszawa" (2009)